# Jeux du Canada d'été de 2017
Navigation
Édition précédente Édition suivante
Les Jeux du Canada d'été de 2017 sont des compétitions sportives qui opposent les provinces et territoires du Canada du 28 juillet au 13 août 2017.
Les Jeux du Canada sont présentés tous les deux ans, en alternance l'hiver et l'été. Les jeux ont eu lieu à Winnipeg, au Manitoba.

## Déroulement
Les matchs de soccer se jouent au Ralph Cantafio Soccer Complex.

## Galerie

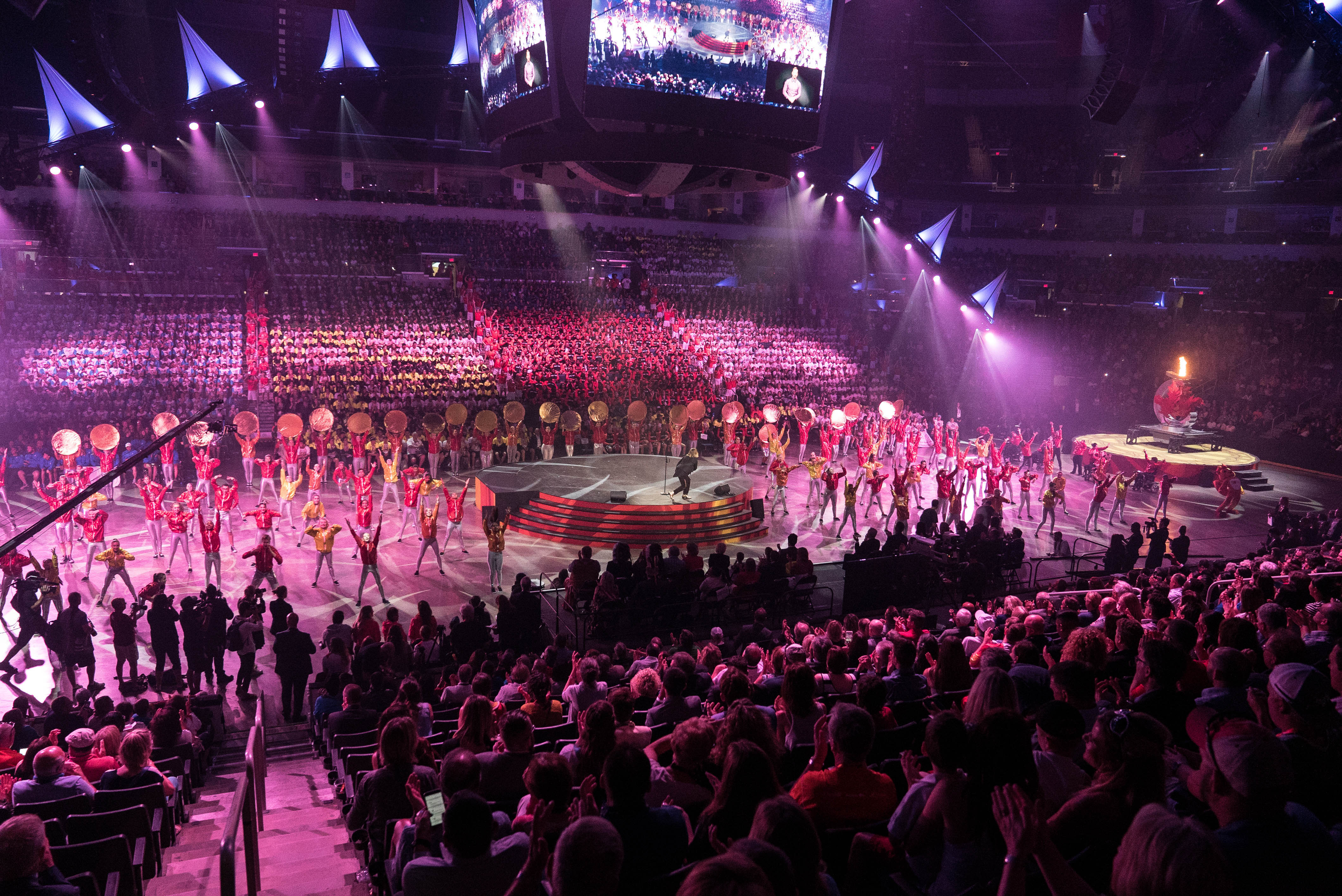
Cérémonie d'ouverture
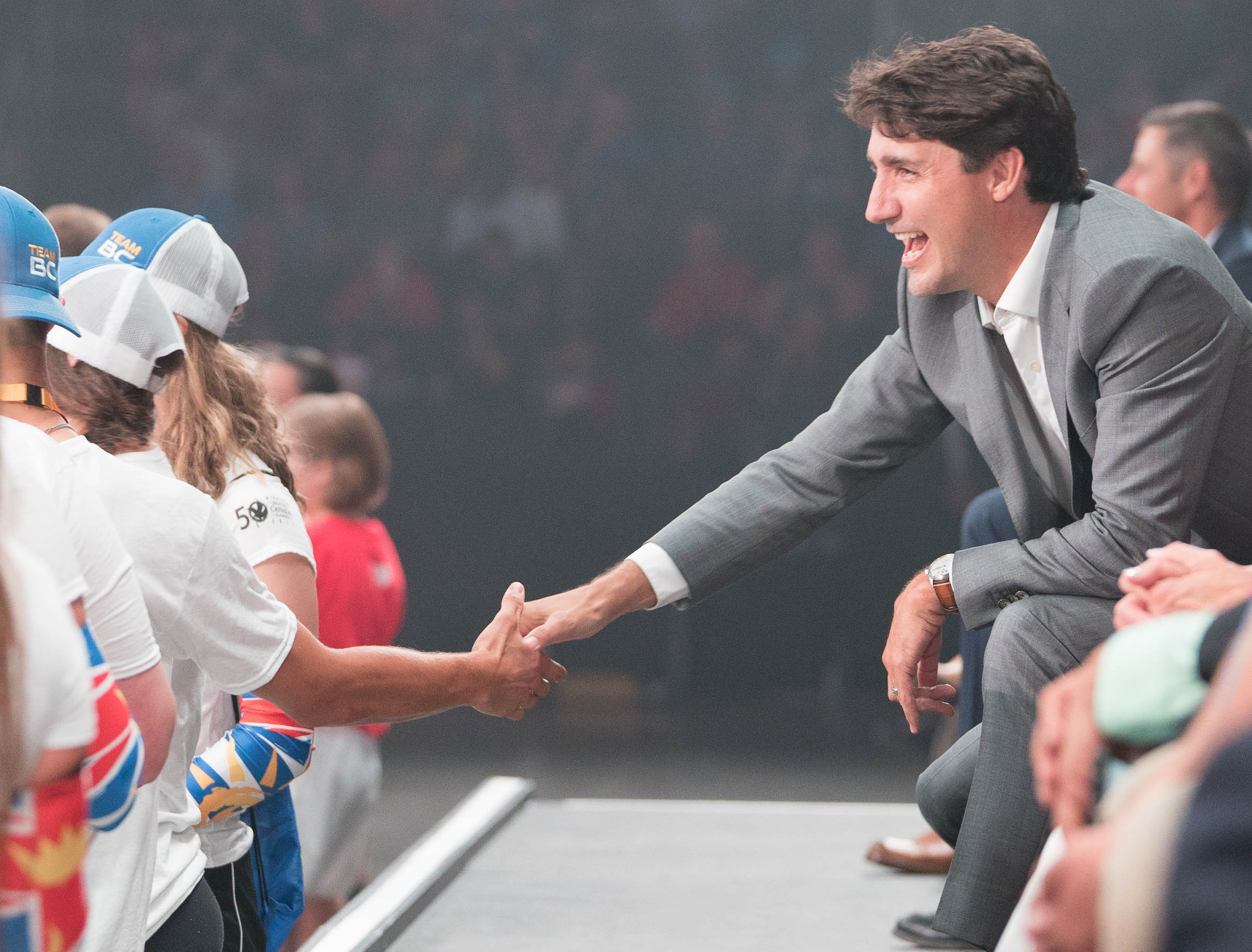
Le premier ministre canadien Justin Trudeau serrant la main d'un athlète
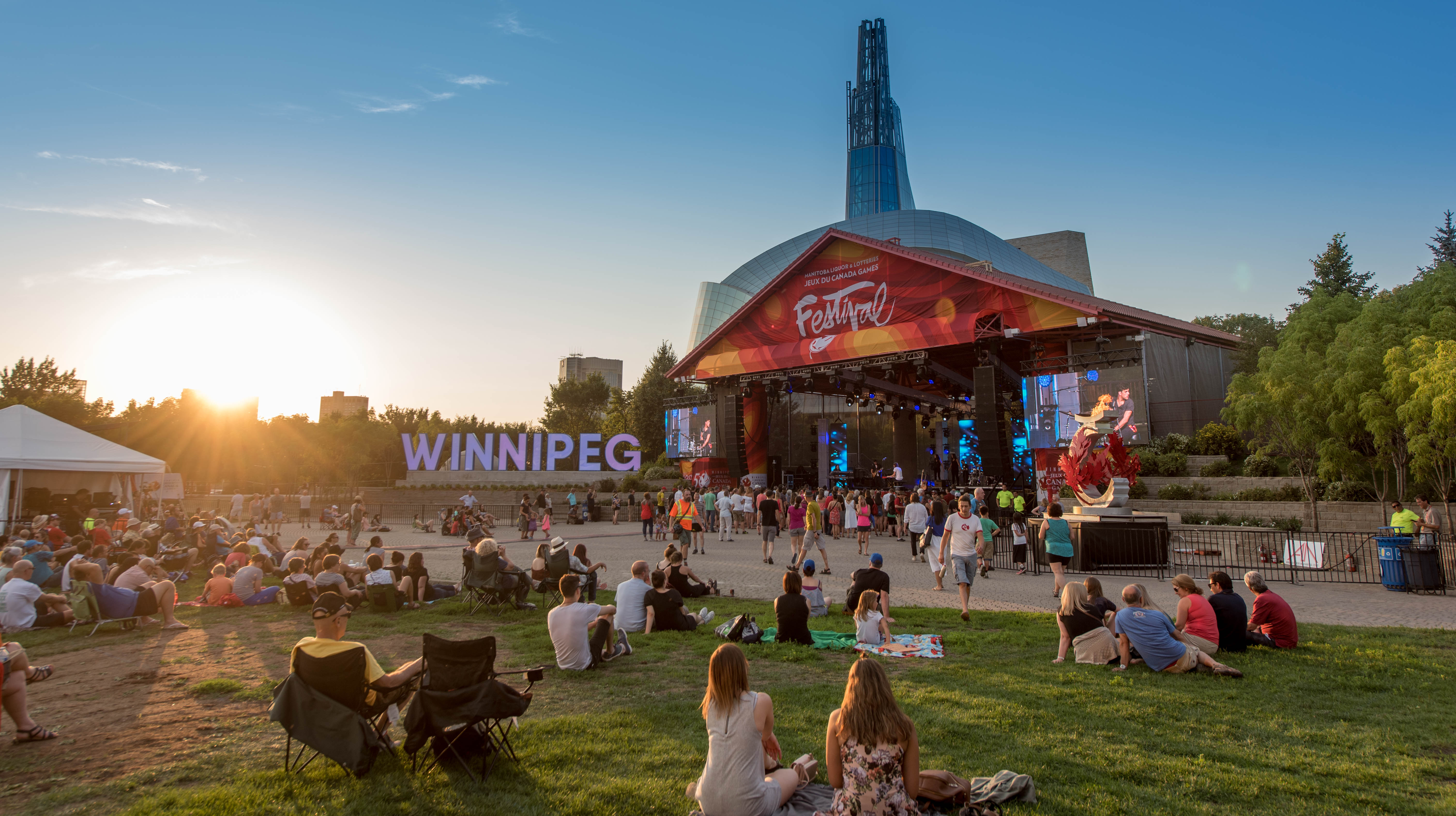
Lieu de festivités à la Fourche de Winnipeg